# Methanosarcina acetivorans
Methanosarcina acetivorans (лат.) — вид архей из семейства Methanosarcinaceae. Подвижные микробы, обнаруженные в таких различных средах, как маслосборники, свалки мусора, глубоководные гидротермальные впадины, а также бедном кислородом иле под зарослями водорослей. Только M. acetivorans и другие виды рода Methanosarcina используют все три метаболические пути метаногенеза. M. acetivorans, как и другие виды того же рода, образуют многоклеточные колонии, в которых даже демонстрируют примитивную клеточную дифференциацию. По состоянию на август 2006 года, геном M. acetivorans является крупнейшим из расшифрованных геномов архей, он содержит 5751492 пар нуклеотидов.
В 2006 году Джеймс Дж. Ферри (англ. James G. Ferry) и Кристофер Хаус (англ. Christopher House) открыли, что M. acetivorans использует ранее неизвестный метаболический путь для преобразования монооксида углерода в метан и ацетаты при помощи хорошо известных ферментов фосфотрансацетилазы (ПТС) и ацетаткиназы (АЦК). Этот путь оказался поразительно простым, и Ферри и Хаус сделали предположение, что это был первый метаболический путь, используемый первыми микробами.
Однако при наличии минералов, содержащих сульфид железа, который мог присутствовать в древности в иле, ацетаты могут каталитически превращаться в ацетатный сложный тиоэфир, содержащий серу. Примитивные микробы могли получать энергию в форме АТФ путём превращения ацетатного сложного тиоэфира обратно в ацетат при помощи ПТС и АЦК, который потом снова будет преобразовываться в ацетатный сложный тиоэфир. В такой среде примитивная «протоклетка» могла бы легко получать энергию этим метаболическим путём, выделяя ацетаты как побочный продукт. Кроме того, АЦК непосредственно катализирует синтез АТФ. Другие пути получения энергии из АТФ идут только через комплексные многоферментные реакции, включая белковые насосы и осмотический дисбаланс мембраны.